# Arnaldo Benfenati
Arnaldo Benfenati (ur. 26 maja 1924 w San Lazzaro, zm. 9 czerwca 1986 w Castel San Pietro Terme) – włoski kolarz torowy i szosowy, wicemistrz olimpijski oraz złoty medalista torowych mistrzostw świata.

## Kariera
Pierwszy sukces w karierze Arnaldo Benfenati osiągnął w 1947 roku, kiedy zwyciężył w indywidualnym wyścigu na dochodzenie amatorów podczas torowych mistrzostw świata w Paryżu. W zawodach tych bezpośrednio wyprzedził Urugwajczyka Atilio François oraz Duńczyka Knuda Andersena. Na rozgrywanych rok później igrzyskach olimpijskich w Londynie wspólnie z Guido Bernardim, Anselmo Citterio i Rino Puccim wywalczył srebrny medal w drużynowym wyścigu na dochodzenie. Ponadto dwukrotnie zdobywał indywidualne mistrzostw Włoch. Startował również w wyścigach szosowych, ale bez większych sukcesów.